# Sigfrido Radaelli
Sigfrido Augusto Radaelli (Morón, 30 de abril de 1909 - Buenos Aires, 14 de diciembre de 1993) fue un abogado e historiador argentino, especializado en la historia virreinal de su país. Como abogado, se especializó en la jurisprudencia acerca de los derechos de autor.

## Biografía
Estudió en la Facultad de Derecho (Universidad de Buenos Aires) y se graduó como doctor en historia en la Universidad de Madrid, en España en 1954. También visitó Egipto y Marruecos.
De regreso a la Argentina, fue profesor de historia en la Escuela de Comercio Carlos Pellegrini; dirigió los cursos y publicaciones del Instituto de Historia del Derecho Argentino, dependiente de la Universidad de Buenos Aires, Secretario del Departamento de Extensión Artística de la Municipalidad de Buenos Aires, jefe de la Oficina de Relaciones Intermunicipales. Tuvo a su cargo un ciclo radiofónico llamado Un porteño en Buenos Aires. Organizó el Museo "Juan Bautista Alberdi" y, ya en 1962, fundó el Instituto de Historia de la ciudad de Buenos Aires. Este funcionó sobre la base del desmantelado Museo Alberdi; su función era registrar y reunir toda la información escrita, gráfica y fotográfica disponible acerca de la ciudad, y podía proponer cambios en la nomenclatura de las calles de Buenos Aires.
Dictó cursos sobre temas históricos en Chile, Bolivia y Francia. Se especializó en la defensa de los derechos individuales, lo que lo llevó de regreso a España, donde tuvo acceso a abundante información sobre la Buenos Aires colonial y sobre las instituciones virreinales. Nuevamente en la Argentina, impartió cursos completos sobre Historia de las Civilizaciones y sobre Historia Económica y Social en la Universidad de Buenos Aires. Fue miembro de la Sociedad de Historiadores Argentinos y de la Junta de Estudios Históricos de Salta. Dirigió la colección "Nuevo Mundo", de la Editorial Perrot, dedicada especialmente a la historia.
Falleció en Buenos Aires el 14 de diciembre de 1993.

## Obra publicada
- Historia argentina (1927)
- Un incidente de la época colonial: Liniers, el Cabildo y el Dr. Lázaro de Rivera (1808) (1831)
- Capítulos de historia argentina (1931)
- Vida del Marqués de Sobremonte (1932, originalmente en la revista Criterio)
- Vocación histórica de Mitre (1934)
- Delitos contra los derechos intelectuales (1935)
- Tiempos de Buenos Aires (1936)
- Las juntas españolas de 1808. Errores y fantasías de nuestros historiadores (1940)
- Las memorias de los virreyes del Río de la Plata (1945)
- Blasones de los virreyes del Río de la Plata. Bosquejos históricos (1945)
- Las fuentes de estudio del derecho patrio en las provincias (1947)
- La irreverencia histórica (1947)
- El Instituto de Historia del Derecho Argentino y Americano. A diez años de su fundación (1947)
- Derechos intelectuales sobre las obras literarias y artísticasr (1948)
- Los derechos del escritor y del artista (1953)
- Los derechos de la cultura (1957)
- Terán escritor (1957)
- La institución virreinal en las Indias (1957)
- Los virreyes del Plata (1959)
- El hombre y la historia (1964)
- Hombre callado (1965)
- Los rostros y el amor (1966)
- El paraíso (1973)
- Buenos Aires ayer (1982)